# Gabinet figur woskowych (film 1924)
Gabinet figur woskowych (oryg. Das Wachsfigurenkabinett) – niemiecki niema antologia filmowa z roku 1924 w reżyserii Leo Birinskiego i Paula Leniego. Należy do niemieckiego ekspresjonizmu filmowego. Narracja filmu oparta jest na tzw. Rahmenhandlung (ramie narracyjnej), modnej ówcześnie w kinie niemieckim – główna opowieść stanowi ramę dla szeregu epizodów z nią bezpośrednio niezwiązanych.
Bohaterem filmu jest młody pisarz, który dostaje zlecenie na napisanie historii tyranów, upamiętnionych w gabinecie figur woskowych. Film stanowi składankę z napisanych przez bohatera opowiadań. Opisują one epizody z życia: Harun ar-Raszida, Iwana Groźnego i Kuby Rozpruwacza.

## Fabuła
Do wesołego miasteczka przybywa młody pisarz, który odpowiedział na tutejsze ogłoszenie o pracę. Ogłoszenie zamieścił właściciel gabinetu figur woskowych i pisarz ma napisać ciekawe historie lub zdarzenia dla postaci historycznych przedstawionych przez figury. Właściciel w towarzystwie swojej córki Evy pokazuje mu trzy najciekawsze eksponaty swojej wystawy: kalifa Bagdadu Harun ar-Raszida, cara Rosji Iwana Groźnego i angielskiego mordercę Kubę Rozpruwacza. Postać ar-Raszida ma odłamaną rękę, a pisarz próbuje wyobrazić sobie wydarzenie, które mogło doprowadzić do utraty części ciała.

### I historia
Władający przez lata średniowiecznym Bagdadem Harun ar-Raszid nie znosi monotonii i codziennie ma inną żonę. Tuż obok murów pałacu kalifa mieszka piekarz Assad i jego żona Maimune, który w historii pisarza są głównymi bohaterami. Pisarz wyobraża siebie jako Assada, a Evę jako Maimune. Dym z piekarni Assada rozprasza kalifa grającego w szachy i nakazuje wezyrowi zabić sprawcę. Wezyr lokalizuje Assada, ale odstępuje od zamiaru widząc piękną Maimune i zaczyna z nią flirtować. Assad nie jest zadowolony z kokietującego zachowania żony. Wróciwszy do pałacu wezyr informuje kalifa o Maimune.  
Nocą kalif udaje się pod piekarnię, gdzie jest świadkiem kłótni zazdrosnego Assada i Maimune mającej dość życia w ubóstwie. Chcąc udowodnić swą wartość Assad wymyka się do pałacu, by wykraść spełniający życzenia pierścień kalifa. W czasie jego nieobecności kalif zaczyna rozmawiać z Maimune. W sypialni kalifa Assad widzi woskową kopię władcy i, myśląc że to prawdziwy Harun ar-Raszid, obcina dłoń z pierścieniem. Zbudzeni strażnicy ścigają go po całym mieście. Po ucieczce piekarz wraca do domu, co niepokoi Maimune obawiającą zarzutów o zdradę, jak i kalifa nie mogącego się ukryć z powodu nadmiernej tuszy. Wreszcie się chowa w piecu. Assad pokazuje odciętą dłoń jako dowód, ale wkrótce aresztuje go straż pod zarzutem morderstwa. Z opresji ratuje go żona wtajemniczona przez kalifa używająca fałszywego pierścienia do rzekomego wskrzeszenia władcy. Harun ar-Raszid mianuje Assada nadwornym piekarzem. 

### II historia
Właściciel gabinetu prezentuje figurę Iwana jako część nakręcanego zestawu. Pisarz zaczyna pisać kolejną historię i osadza w niej siebie i Evę jako kniazia i jego narzeczoną. W tej historii Iwan otrzymał swój przydomek z racji swego okrucieństwa, które zmienia miasta renesansowej Rosji w cmentarze. Car w towarzystwie nadwornego astrologa, udaje się do podziemi Kremla, aby podziwiać cierpienia torturowanych więźniów w jego izbach tortur. Specjalna „zabawka” cara to klepsydra nosząca imię osoby, której ostatnia godzina zbliża się z każdym ziarenkiem piasku, zapisane przez carskiego truciciela. Astrolog radzi niezwykle podejrzliwemu Iwanowi ostrożność, ponieważ truciciel, skazany przez władcę na śmierć za odmowę otrucia jednej z ofiar, mógł zapisać jego imię w następnej kolejności.
Car udaje się na wesele córki jednego z bojarów z kniaziem. Wpada na pomysł, by bojar zamienił się z nim ubraniem. W ten sposób podczas drogi na wesele to bojar ginie z rąk spiskowców. Władca nic nie robi z żałoby bojarówny i reszty gości, nakazując kontynuować przyjęcie. Wszyscy są zbyt przerażeni, by mu się sprzeciwić. Wymykająca się bojarówna tuli do porzuconych zwłok jej ojca, ale zostaje uprowadzona przez cara, a jej narzeczonego wtrąca do sali tortur. Iwan chce uwieść bojarównę, ale astrolog widząc imię władcy na klepsydrze informuje go o tym, że na weselu podano mu truciznę. Iwan doznaje obłędu i chcąc uniknąć rzekomej śmierci codziennie przewraca klepsydrę przez resztę życia.

### III historia
Pisarz późną nocą próbuje się powstrzymywać przed snem, by napisać historię poświęconą Kubie Rozpruwaczowi. Zauważa, że figura przedstawiająca mordercę znika. Nagle w objęcia pisarza wpada przerażona Eva. Figura przedstawiająca Kubę Ropruwacza ożyła i zamierza ich oboje zabić. Pisarz i Eva wielokrotnie starają się go zgubić w coraz bardziej zdeformowanej rzeczywistości, ale ich prześladowca zawsze ich dopada. W końcu Kuba Rozpruwacz zadaje śmiertelny cios pisarzowi, którego nagle budzi Eva. Wszystko to było snem.

## Obsada
- William Dieterle – pisarz / Assad / kniaź
- Olga Belajeff – Eva / Maimune / bojarówna
- John Gottowt – właściciel gabinetu
- Emil Jannings – Harun ar-Raszid
- Conrad Veidt – Iwan Groźny
- Werner Krauss – Kuba Rozpruwacz
- Paul Biensfeldt – wielki wezyr
- Georg John – więzień
- Ernst Legal – carski truciciel

Źródło:

## Produkcja
W planach była zawarta czwarta opowieść odbywająca się przed segmentem z Kubą Rozpruwaczem. Centralną postacią był korsykański zbójca Rinaldo Rinaldini, którego miał odgrywać pisarz. Segment tak jak ten z Harun ar-Raszidem miał być kręcony w tonacji komediowej, a Dieterle miał zagrać Rinalda, tworząc to bardziej znaczący wątek dla jego postaci, który celowo obsadza siebie w coraz większych rolach w swoich opowieściach w miarę trwania filmu. Z segmentu zrezygnowano z powodu ograniczonego budżetu i jego pozostałością jest znajdująca się w gabinecie figura Rinaldiniego. Był to ostatni film Paula Leniego kręcony w Niemczech.

## Analiza

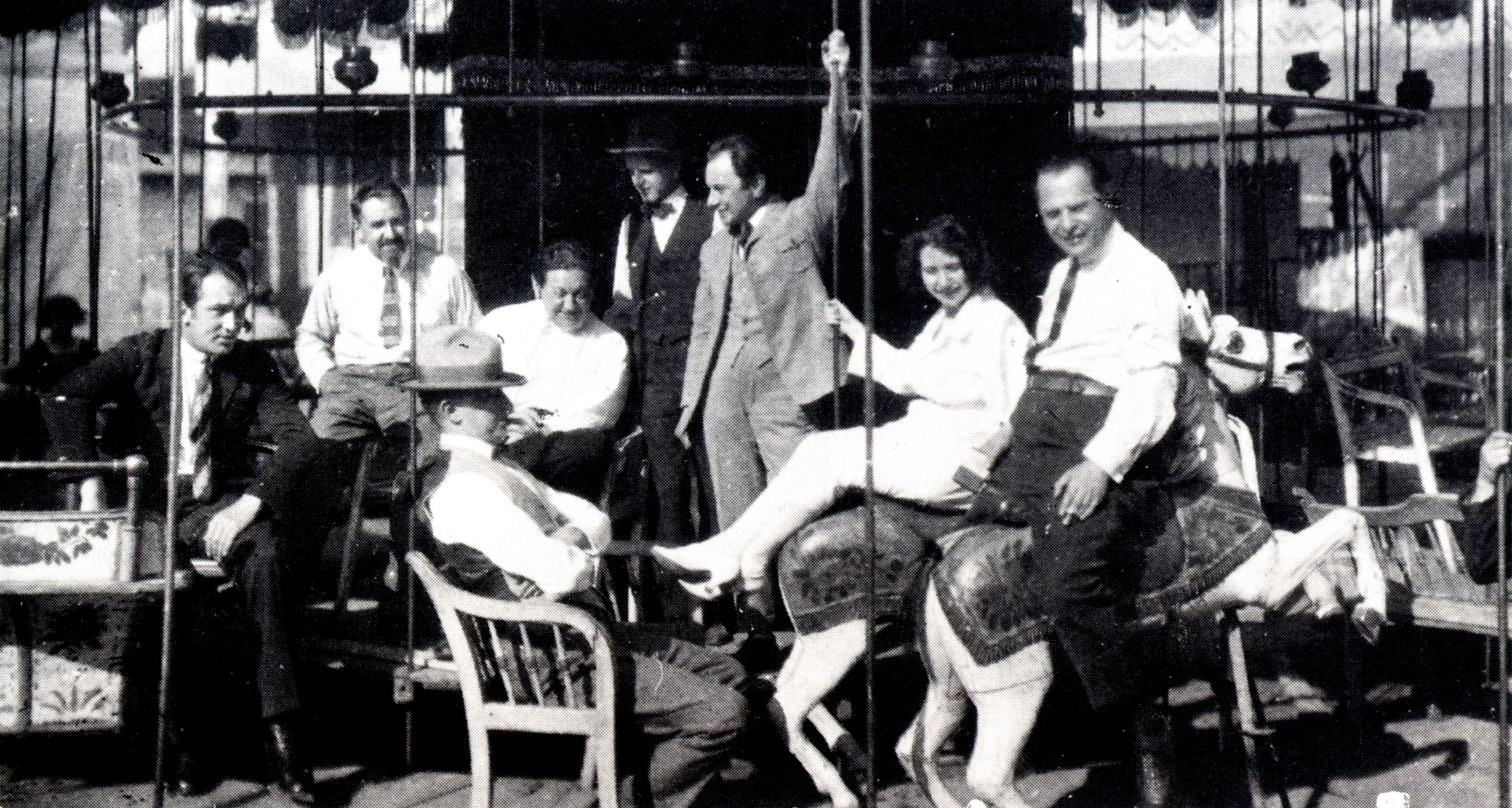
Ekipa filmowa Gabinetu figur woskowych podczas przerwy na odpoczynek. Od lewej: Wilhelm Dieterle, Ali Hubert, E.A. Dupont, Paul Leni, Fritz Maurischat, John Gottowt, Lore Sello i Leo Birinski.

Paul Leni nadając obrazowi tytuł, świadomie nawiązał do Gabinetu doktora Caligari autorstwa Roberta Wiene (1920) i jarmarcznego, tajemniczego nastroju tego dzieła. Kostiumy i dekoracje, mieszanka epok i krajów były natomiast dziedzictwem zaczerpniętym ze Zmęczonej śmierci wyreżyserowanej przez Fritza Langa w 1921. Epizod z żoną piekarza, z jego krągłościami, wypukłościami, korytarzami i tajemnymi schodami przywodzą natomiast na myśl Golema Paula Wegenera i Carla Boese z 1920. Osobisty styl Leniego nie był jeszcze w tym filmie w pełni ukształtowany, niemniej obraz zrobiony jest zręcznie, także w sferze dekoracji, operowania światłocieniem i architekturą. Najbardziej ekspresjonistycznym momentem filmu jest rozdział poświęcony Kubie Rozpruwaczowi, pełen ruchu, transformacji, rozstępujących się ścian i pulsujących figur geometrycznych. Mimo zalet obraz stanowi, według historyczki kina, Lotte H. Eisner, dowód na regres kina niemieckiego swoich czasów, jego utknięcia w martwej doskonałości, nazbyt wyrafinowanej kompozycji, przesadnym manieryzmie, który może zniechęcić widza. Podczas swojego pobytu w Stanach Zjednoczonych, Leni dostrzegł wady swojego dzieła i zaczął odchodzić od barokizujących i wielce obfitych form.
Z psychologicznego punktu widzenia umiłowanie dla schodów i korytarzy, licznie stosowanych w filmie różnych ujęciach, może być tłumaczone skłonnością niemieckiej psychiki do wznoszenia, stawania się (Werden) niż bycia (Sein).

## Konserwacja filmu
Do dziś nie zachowała oryginalna niemiecka wersja. Jedyny negatyw spłonął w Paryżu w 1925 roku. Film zachował się jedynie w zagranicznych kopiach.
Za pierwszą rekonstrukcję filmu odpowiedzialne było Cineteca del Comune di Bologna we współpracy z laboratorium L’Immagine Retrovata we współpracy opierając się na brytyjskiej kopii eksportowej z 1924 roku. Wersja ta została wydana na DVD w 2002 przez Kino International wraz innym filmem Leniego, krótkometrażowym Rebus-Film Nr. 1 (1926).
Cyfrowo odrestaurowana wersja w języku angielskim, która miała premierę na Berlinale w lutym 2020 roku, została stworzona z kopii nitrocelulozowych istniejących wersji językowych angielskiej, francuskiej i czeskiej, przy czym plansze dialogowe i koncepcja barwionych w szczególności pochodzą z kopii przechowywanej w British Film Institute.